# F.C. Famalicão
Futebol Clube de Famalicão er en portugisisk fodboldklub fra byen Vila Nova de Famalicão. Klubben spiller i den bedste portugisiske liga, og har hjemmebane på Estádio Municipal 22 de Junho. Klubben blev grundlagt i 1931.

## Historiske slutplaceringer
| Sæson   | Niveau | Liga          | Placering | Kilde(r) |
| ------- | ------ | ------------- | --------- | -------- |
| 2015–16 | 2.     | Segunda Liga  | 6.        | [ 1 ]    |
| 2016–17 | 2.     | Segunda Liga  | 15.       | [ 2 ]    |
| 2017–18 | 2.     | Segunda Liga  | 14.       | [ 3 ]    |
| 2018–19 | 2.     | Segunda Liga  | 2.        | [ 4 ]    |
| 2019–20 | 1.     | Primeira Liga | 6.        | [ 5 ]    |
| 2020–21 | 1.     | Primeira Liga | 9.        | [ 6 ]    |
| 2021–22 | 1.     | Primeira Liga | 8.        | [ 7 ]    |
| 2022–23 | 1.     | Primeira Liga | 8.        | [ 8 ]    |
| 2023–24 | 1.     | Primeira Liga | 8.        | [ 9 ]    |

## Kendte spillere
- Fabinho
- Luís Rocha
- Rafael Defendi